# الدهارى (جبلة)

تعديل مصدري - تعديل

الدهارى محلة تابعة لقرية الحجفة، التابعة لعزلة الثوابي بمديرية جبلة إحدى مديريات محافظة إب في الجمهورية اليمنية، بلغ تعداد سكانها 182 حسب تعداد اليمن لعام 2004.